# 広島史学研究会
広島史学研究会（ひろしましがくけんきゅうかい、英語: The Society Of Hiroshima For Historical Studies）は、日本の学術研究団体の一つ。

## 概要
1929年6月15日設立。学術研究団体としての種別は単独学会である。
史学を学術研究領域としている。1929年6月21日に「広島に於ける専門学校以上の歴史教官」を発起人として発会した。設立当初の「広島史学研究会清規」によると、「史学に関する研究をなすを目的」とし、会誌『史学研究』の発行、講演会・史料展覧会の開催、その他本学会の目的に適した事業を行うことを目的としていた。
国内においては日本歴史学協会にに加入している。

## 沿革
- 1929年 - 広島史学研究会設立。

## 刊行物

### 史学研究
- 誌名（和文）：史学研究
- 誌名（欧文）：Review of Historical Studies
- 創刊年：1929
- 資料種別：ジャーナル（査読付き論文を含む）
- 使用言語：日本語のみ
- 発行形態：印刷体
- 著作権帰属先：-
- クリエイティブコモンズ：-
- 購読：有料